# Chalastinus
Chalastinus is een kevergeslacht uit de familie van de boktorren (Cerambycidae). De wetenschappelijke naam van het geslacht werd voor het eerst geldig gepubliceerd in 1862 door Bates.

## Soorten
Chalastinus omvat de volgende soorten:
- Chalastinus egensis (White, 1855)
- Chalastinus pantherinus Lacordaire, 1872
- Chalastinus recticornis Bates, 1875